# Brădeanca, Buzău
Brădeanca este un sat în comuna Vernești din județul Buzău, Muntenia, România. La recensământul din 2002 localitatea a înregistrat 0 locuitori.